# Campionati del mondo di duathlon long distance del 2018
I Campionati del mondo di duathlon long distance del 2018 (XX edizione) si sono tenuti a Zofingen in Svizzera, in data 2 settembre 2018.
Tra gli uomini ha vinto il francese Gaël Le Bellec; si è trattato del suo terzo titolo iridato, dopo quelli del 2014 e del 2015. La gara femminile è andata alla svizzera Petra Eggenschwiler.

## Risultati

### Élite uomini
| Pos. | Atleta                 | Paese       | Corsa    | Bici     | Corsa    | Totale   |
| ---- | ---------------------- | ----------- | -------- | -------- | -------- | -------- |
|      | Gaël Le Bellec         | Francia     | 00:33:00 | 03:45:20 | 01:47:53 | 06:07:50 |
|      | Yannick Cadalen        | Francia     | 00:32:14 | 03:45:55 | 01:50:37 | 06:10:29 |
|      | Felix Köhler           | Germania    | 00:31:36 | 03:46:34 | 01:52:42 | 06:12:42 |
| 4    | Maxim Kuzmin           | Russia      | 00:32:14 | 03:48:01 | 01:54:04 | 06:16:12 |
| 5    | Denis Sketako          | Slovenia    | 00:33:28 | 03:51:52 | 01:55:48 | 06:23:06 |
| 6    | Albert Harrison        | Stati Uniti | 00:33:57 | 03:51:21 | 01:57:39 | 06:25:52 |
| 7    | Allister Caird         | Australia   | 00:32:50 | 03:52:51 | 01:58:35 | 06:26:38 |
| 8    | Jens-Michael Gossauer  | Svizzera    | 00:32:15 | 03:57:31 | 01:56:23 | 06:27:51 |
| 9    | Jarmo Rissanen         | Finlandia   | 00:34:48 | 03:49:36 | 02:04:02 | 06:30:22 |
| 10   | Andreas Kälin          | Svizzera    | 00:33:17 | 04:00:42 | 01:58:08 | 06:33:59 |
| 11   | Marc Widmer            | Svizzera    | 00:34:13 | 03:51:28 | 02:10:03 | 06:37:48 |
| 12   | Ramon Krebs            | Svizzera    | 00:34:31 | 03:51:25 | 02:11:51 | 06:40:34 |
| 13   | Roberto Delorenzi      | Svizzera    | 00:33:16 | 04:05:56 | 02:01:40 | 06:43:29 |
| 14   | Rubén Andrés García    | Spagna      | 00:33:50 | 04:07:55 | 02:00:35 | 06:44:32 |
| 15   | Kasper Laumann Hartlev | Danimarca   | 00:33:16 | 04:14:35 | 02:02:30 | 06:52:19 |
| 16   | Søren Bystrup          | Danimarca   | 00:32:15 | 03:59:16 | 02:21:11 | 06:54:51 |
| 17   | Thomas Bruins          | Paesi Bassi | 00:33:26 | 04:29:45 | 02:00:43 | 07:06:09 |
| 18   | Matt Baker             | Australia   | 00:38:50 | 05:00:07 | 02:11:11 | 07:53:11 |

### Élite donne
| Pos. | Atleta              | Paese       | Corsa    | Bici     | Corsa    | Totale   |
| ---- | ------------------- | ----------- | -------- | -------- | -------- | -------- |
|      | Petra Eggenschwiler | Svizzera    | 00:36:48 | 04:11:48 | 02:09:39 | 07:00:39 |
|      | Melanie Maurer      | Svizzera    | 00:36:48 | 04:18:15 | 02:25:08 | 07:22:42 |
|      | Antonina Reznikov   | Israele     | 00:37:56 | 04:28:08 | 02:15:24 | 07:24:20 |
| 4    | Nina Zoller         | Svizzera    | 00:37:53 | 04:32:37 | 02:22:27 | 07:35:25 |
| 5    | Daniela Schwarz     | Svizzera    | 00:39:18 | 04:48:48 | 02:06:27 | 07:36:52 |
| 6    | Flora Colledge      | Regno Unito | 00:42:00 | 04:40:26 | 02:14:50 | 07:39:39 |
| 7    | Katrin Esefeld      | Germania    | 00:40:15 | 04:44:21 | 02:19:04 | 07:46:09 |
| 8    | Marie Schultz       | Danimarca   | 00:39:10 | 04:48:01 | 02:18:03 | 07:47:20 |
| 9    | Katrin Saly Graf    | Svizzera    | 00:38:32 | 04:53:39 | 02:12:04 | 07:47:24 |
| 10   | Virginie Soenen     | Belgio      | 00:38:23 | 04:49:43 | 02:22:43 | 07:53:47 |
| 11   | Maja Jacober        | Svizzera    | 00:46:11 | 04:40:19 | 02:34:02 | 08:03:50 |
| 12   | Jennifer Santoyo    | Stati Uniti | 00:44:13 | 05:02:43 | 02:51:13 | 08:41:20 |